# Ольша (Лодзинське воєводство)
Ольша (пол. Olsza) — село в Польщі, у гміні Роґув Бжезінського повіту Лодзинського воєводства.
Населення — 206 осіб (2011).
У 1975-1998 роках село належало до Скерневицького воєводства.

## Демографія
Демографічна структура станом на 31 березня 2011 року:
|          | Загалом | Допрацездатний вік | Працездатний вік | Постпрацездатний вік |
| -------- | ------- | ------------------ | ---------------- | -------------------- |
| Чоловіки | 98      | 22                 | 69               | 7                    |
| Жінки    | 108     | 23                 | 58               | 27                   |
| Разом    | 206     | 45                 | 127              | 34                   |